# Pantai Gelam
Pantai Gelam is een bestuurslaag in het regentschap Batam van de provincie Riau-archipel, Indonesië. Pantai Gelam telt 878 inwoners (volkstelling 2010).